# Station Alcalá de Henares
Station Alcalá de Henares is een spoorwegstation in de gelijknamige plaats in de Spaanse regio Madrid dat op 3 mei 1859 werd geopend. 